# دهستان خنامان
دهستان خنامان نام دهستانی در بخش مرکزی شهرستان رفسنجان، استان کرمان در ایران است. براساس سرشماری مرکز آمار ایران در سال ۱۳۸۵، جمعیت آن ۱۷۴۹ نفر (۵۳۰ خانوار) بوده‌است.